# Dokaben: Visual Card Game
Dokaben: Visual Card Game est un jeu vidéo de baseball utilisant un système de cartes, développé et commercialisé par Capcom. Il est sorti en mars 1989 sur système d'arcade Mitchell,.